# سربلند (فیلم ۲۰۰۴)
سربلند (به انگلیسی: Walking Tall) فیلمی محصول سال ۲۰۰۴ آمریکا به کارگردانی کوین برای است. در این فیلم بازیگرانی همچون دواین جانسون، جانی ناکسویل، اشلی اسکات، نیل مک دوناف، کریستین ویلسون، کوین دوراند، مایکل بوون، مایک دوپود، خلو توماس، جان بیسلی و کوبی اسمالدرز ایفای نقش کرده‌اند.

## خلاصه داستان
کریس ون که سابقاً عضو گروه نیروهای ویژه ارتش بوده پس از مدتها دوری به زادگاهش باز می گردد تا در کارخانه چوب بری شهر کاری بیابد و زندگی آرامی را شروع کند . اما او بزودی در می یابد که کارخانه تعطیل شده و کل شهر را فساد فرار گرفته است …

## داستان
گروهبان کریس وان، عضو پیشین نیروهای ویژه ارتش ایالات متحده، پس از سال‌ها به زادگاه کوچک خود در شهرستان کیت‌ساپ، واشینگتن بازمی‌گردد. او که به دنبال کار است، درمی‌یابد که کارخانهٔ چوب‌بری محلی سه سال پیش توسط مالک جدیدش «جی همیلتون» تعطیل شده و به‌جای آن یک کازینو راه‌اندازی شده که اکنون منبع اصلی درآمد منطقه است. همیلتون که از دوستان دوران مدرسهٔ کریس است، او را برای گذراندن شبی خوش در کازینو دعوت می‌کند.
در بازدید از سالن وی‌آی‌پی، کریس با دوست دوران کودکی‌اش، «دِنی»، روبه‌رو می‌شود که حالا به‌عنوان رقصندهٔ برهنه کار می‌کند. کریس متوجه می‌شود که کارمند میز بازی تاس از تاس‌های تقلبی استفاده می‌کند و این را برای بقیه مهمان‌ها هم آشکار می‌سازد. وقتی مدیر سالن حاضر به پرداخت بردها نمی‌شود، درگیری میان کریس و محافظان کازینو آغاز می‌شود. با اینکه کریس بسیاری از آن‌ها را شکست می‌دهد، در نهایت با شوک الکتریکی از پای درمی‌آید. در زیرزمین کازینو، رئیس امنیتی همیلتون به نام «بوث»، با چاقوی صنعتی شکم کریس را می‌برد و او را نیمه‌جان رها می‌کند.
کریس پس از بهبود، قصد شکایت دارد اما کلانتر شهر، «استان واتکینز»، از پذیرش آن سر باز می‌زند و می‌گوید کازینو فراتر از قانون است. کریس درمی‌یابد که خواهرزاده‌اش «پیت» بر اثر مصرف مواد مخدر کریستال، که توسط محافظان کازینو به دوستانش فروخته شده، دچار اوردوز شده است. با خشم به کازینو می‌رود و با تکه‌ای چوب محافظان را به‌شدت کتک می‌زند و تجهیزات کازینو را تخریب می‌کند. نیروهای کلانتر او را هنگام فرار دستگیر می‌کنند.
در دادگاه، کارکنان همیلتون علیه کریس شهادت می‌دهند. وقتی قاضی اجازه می‌دهد او از خود دفاع کند، کریس وکیل تسخیری‌اش را که به همدستی با همیلتون مشکوک است، برکنار می‌کند. سپس سخنرانی‌ای احساسی دربارهٔ شکوه گذشتهٔ شهر می‌کند و قول می‌دهد اگر تبرئه شود، شهر را پاکسازی خواهد کرد. او برای اثبات سخنانش، زخم‌های عمیق روی بدنش را نشان می‌دهد. در نهایت، هیئت منصفه او را تبرئه می‌کند و کریس در انتخابات کلانتر پیروز می‌شود.
کریس پس از به‌دست‌گرفتن مقام کلانتر، تمام نیروهای پلیس را برکنار می‌کند و دوستش «ری تمپلتون» را به‌عنوان معاون خود منصوب می‌کند. ری که سابقاً معتاد بوده، اطلاعاتی دربارهٔ مواد مخدر در اختیار کریس می‌گذارد. آن‌ها مخفیگاه مواد را شناسایی کرده و بوث را بازداشت می‌کنند. با وجود نابود کردن کامیونش مقابل چشمانش، بوث حرفی نمی‌زند. کریس از ری می‌خواهد شب‌هنگام از خانواده‌اش محافظت کند، و خود در ادارهٔ کلانتری می‌ماند تا بر بوث نظارت کند. دنی به دیدن او می‌آید، غذا می‌آورد و می‌گوید که کارش را ترک کرده است.
صبح روز بعد، واتکینز و نیروهایش به ادارهٔ کلانتری حمله کرده، کامیون کریس را منفجر کرده و با سلاح سنگین به ساختمان تیراندازی می‌کنند. بوث که جان خود را در خطر می‌بیند، درخواست می‌کند آزادش کنند. کریس از این موقعیت به‌عنوان اهرم استفاده می‌کند و بوث فاش می‌کند که آزمایشگاه مواد مخدر در همان کارخانهٔ چوب‌بری متروکه است. بوث بلافاصله در اثر آتش بی‌هدف مهاجمان کشته می‌شود، اما کریس با کمک دنی مهاجمان را از پا درمی‌آورد. منزل والدین کریس هم مورد حمله قرار می‌گیرد، اما پدرش و ری مهاجمان را دفع می‌کنند.
پس از اطمینان از امنیت خانواده، کریس راهی کارخانه می‌شود. همیلتون در اتاق کنترل به‌انتظار نشسته و سعی می‌کند با ماشین‌آلات کارخانه او را بکشد. کریس و همیلتون هر دو از دریچه‌ای سقوط می‌کنند. کریس که پایش زخمی شده، در جنگل به خود رسیدگی می‌کند، اما همیلتون با تبر به او حمله می‌کند. در نهایت، کریس او را زمین‌گیر کرده و بازداشت می‌کند.
کریس با کمک ری، کازینو را تعطیل کرده و کارخانه چوب‌بری را دوباره راه‌اندازی می‌کند.